# سارة غوبي

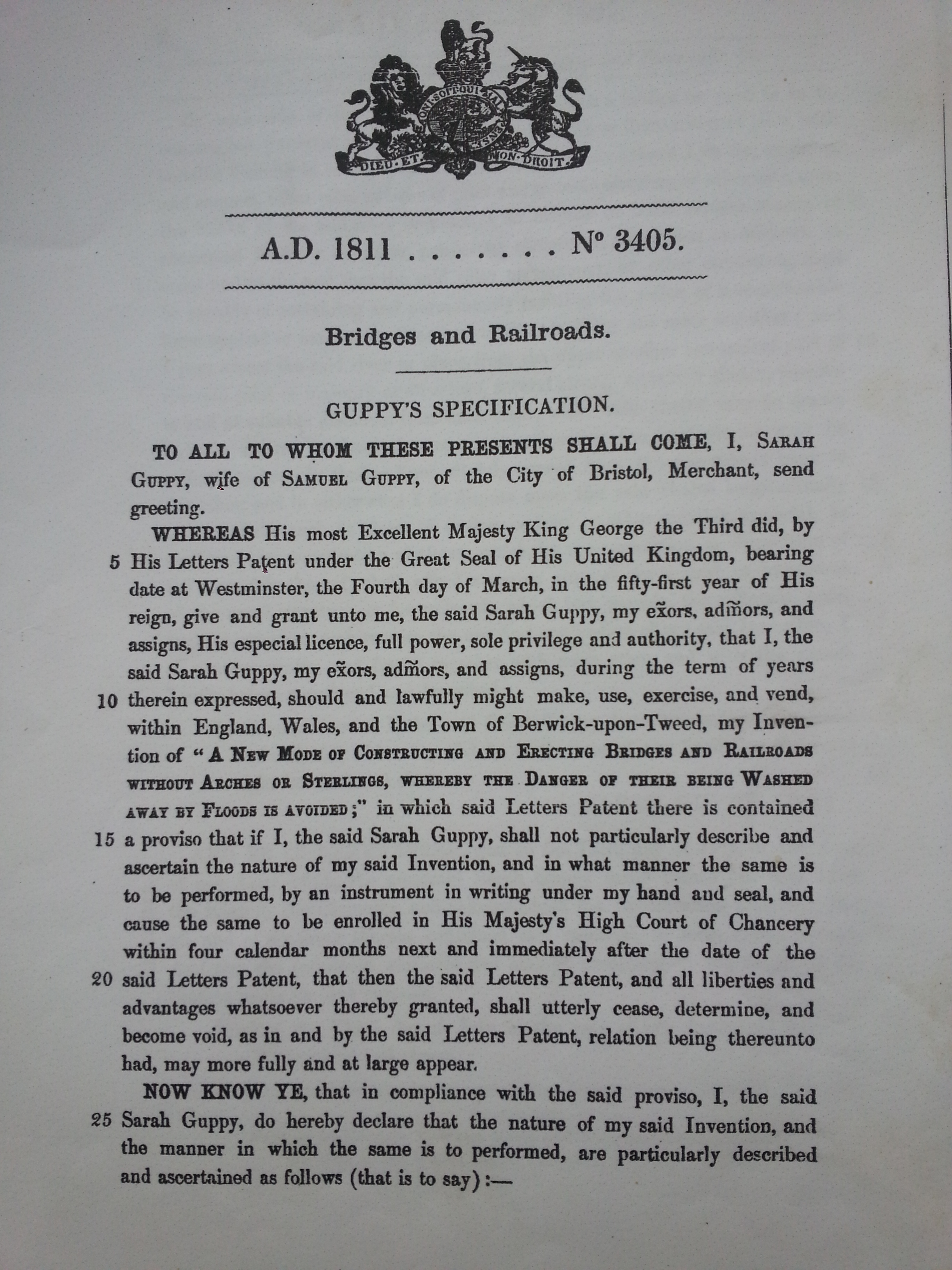
الصفحة الأولى من براءة اختراع جسر سارة غوبي لعام 1811

سارة غوبي (بالإنجليزية: Sarah Guppy) (5 نوفمبر 1770 - 24 أغسطس 1852) مهندسة إنجليزية وأول امرأة تسجل براءة اختراع جسر في عام 1811. كانت أيضًا مخترعة ومصممة طورت مجموعة من المنتجات.
نُشر مدخل خاطئ في ONDB في عام 2016 لكن صُحِّح الآن حيث أن غوبي في الآونة الأخيرة -وبشكل غير صحيح- نُسِب الفضل لها في تصميم جسر كليفتون المعلق لإسامبارد كينجدم برونيل. صممت وحصلت على براءة اختراع لجسر السلسلة الخاص بها في عام 1811 (قبل الإعلان عن أول مسابقة لجسر عبر مضيق أفون) ولكن هذا التصميم لم يتحقق أبدًا. اختلف تصميم برونيل الفائز لجسر عبر مضيق أفون عن براءة اختراع غوبي من عدة نواحٍ مهمة فقد كان سطحه معلقًا من روابط قضبان حديدية مسطحة بدلاً من الاستلقاء على قمة سلاسل مثل تلك الخاصة بغوبي، ولم تتميز بأساسات مجرى النهر (عنصر رئيسي في تصميم غوبي) حيث تم تشييدها على ارتفاع 75 مترًا فوق المد العالي حيث لم تكن الأرصفة معرضة لخطر التلف الناتج عن تآكل المياه.

## التاريخ المبكر والاختراعات
ولدت سارة ماريا بيتش في برمنغهام بإنجلترا، وعُمدت في نوفمبر 1770 لابنة ريتشارد وماري بيتش. تزوجت من صموئيل جوبي عام 1795. في عام 1811 حصلت على براءة اختراع لأول اختراعاتها، وهي طريقة لعمل دعامات آمنة للجسور. طلب منها توماس تيلفورد الإذن باستخدام تصميمها الحاصل على براءة اختراع لأساسات الجسور المعلقة ومنحته إياه مجانًا. كصديقة لـ إسامبارد كينجدم برونيل وعائلته انخرطت في سكة حديد غريت ويسترن، وكتبت للمخرجين بالأفكار وقدمت لها الدعم. في عام 1841 كتبت رسالة توصي بزراعة أشجار الصفصاف والحور لتثبيت السدود. واصلت تقديم المشورة الفنية على الرغم من حقيقة أنه -كما كتبت- «من غير اللائق التحدث عن الذات قد يبدو الأمر مفاخرًا بشكل خاص لدى المرأة».

## براءات الاختراع والمنشورات

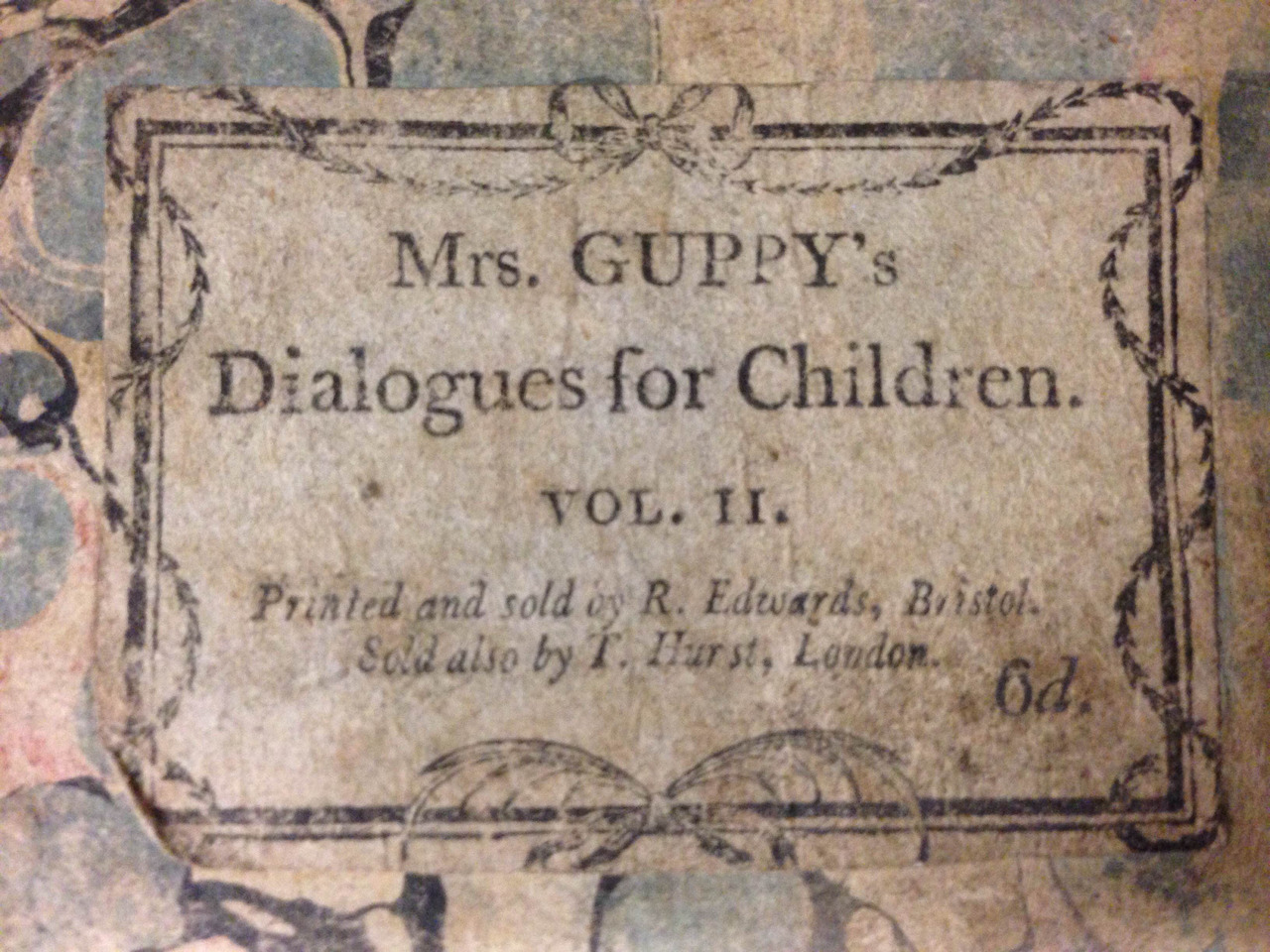
غلاف حوارات للأطفال 1800

حصلت العائلة على 10 براءات اختراع في النصف الأول من القرن التاسع عشر بما في ذلك طريقة لإبقاء السفن خالية من البرنقيل التي أدت إلى عقد حكومي بقيمة 40 ألف جنيه إسترليني. تضمنت الاختراعات الأخرى سريرًا مزودًا بمعدات تمرين مدمجة، وجهازًا لجرة الشاي أو القهوة لطهي البيض في البخار بالإضافة إلى وجود طبق صغير للحفاظ على الخبز المحمص دافئًا، وجهازًا لـ «تحسينات جلفطة السفن والقوارب والسفن الأخرى». في وقت لاحق من حياتها كتبت كوتجرز وصديق العمال وحوارات للأطفال واخترعت غطاء النار، كما حصلت على براءة اختراع لنوع جديد من الشمعدان الذي مكن الشموع من الاحتراق لفترة أطول.

## الزواج والعائلة
بعد الزواج من تاجر بريستل صامويل جوبي عاشا في كوين سكوير وبرنس ستريت، وهو أحد الأضواء البارزة للمشهد الاجتماعي في بريستول وكليفتون. كان للزوجين ستة أطفال من بينهم توماس ريتشارد الذي كان يدير مع أخيه الأكبر صموئيل مصفاة سكر الرهبان في بريستول (1826-1842) قبل أن يصبحا مهندسًا وشريكًا في برونيل، مما ساهم بشكل كبير في تصميم سفينة إس إس جريت ويسترن وإس إس جريت برتن. رسم برونيل صورة للشابة سارة جوبي عام 1836.

## الحياة في وقت لاحق
في عام 1837 تزوجت الأرملة سارة البالغة من العمر 67 عامًا من ريتشارد إير كوت الذي يصغرها بـ 28 عامًا. عاشوا لفترة من الوقت في أرنوس كورت في بريسلنغتون، لكن ريتشارد كان يتعامل مع أموال زوجته الغنية بمعدل سريع، وينفق على الخيول ويهملها. انتقلت سارة إلى 7 ريتشموند هيل في كليفتون في عام 1842. اشترت الأرض المقابلة للمنزل لصالح سكان كليفتون وما زالت مساحات خضراء.

## الملاحظات والمراجع
1. ↑  Dresser، Madge (أبريل 2016). "Guppy, Sarah (bap. 1770, d. 1852". Oxford Dictionary of National Biography. DOI:10.1093/ref:odnb/109112. مؤرشف من الأصل في 2016-08-06. اطلع عليه بتاريخ 2016-05-31.
2. ↑  "Oxford Dictionary of National Biography". www.oxforddnb.com (بالإنجليزية). Archived from the original on 2020-08-19. Retrieved 2019-04-03.
3. ↑  Cork، Tristan (27 مايو 2016). "Recognition at last for the mum-of-six who designed Bristol's Clifton Suspension Bridge - not Brunel". Bristol Post. مؤرشف من الأصل في 2016-05-28. اطلع عليه بتاريخ 2016-05-30.
4. ↑  "Did Sarah Guppy Design the Clifton Suspension Bridge?". Clifton Suspension Bridge Trust. مؤرشف من الأصل في 2019-04-03. اطلع عليه بتاريخ 2018-06-25.
5. ↑  Birmingham, England, Church of England Baptisms, Marriages and Burials, 1538–1812, Sarah Beach, In: Ancestry.com
6. ↑  Rendell، Mike. "Sarah Guppy, Eclectic English Inventor". Amazing women in History. مؤرشف من الأصل في 2019-07-13. اطلع عليه بتاريخ 2015-10-13.
7. ↑  PRO RAIL 1014/8/7
8. ↑  One Hundred Key Facts on the Bristol City – region and Science نسخة محفوظة 2016-07-01 على موقع واي باك مشين.
9. ↑  Plaque #932 – Open Plaques نسخة محفوظة 2019-03-27 على موقع واي باك مشين.
10. ↑  Bristol Record Office BCC/F/E/3285, BCC/F/E/3140
11. ↑  Brunel: 'In Love with the Impossible' (ردمك 978-0955074202)
12. ↑  BBC – Bristol – Entertainment – Shows of strength نسخة محفوظة 2016-09-25 على موقع واي باك مشين.